# NEBOSH
NEBOSH (англ. National Examination Board in Occupational Safety and Health) — Национальный экзаменационный совет по охране труда Великобритании. Создан в 1979 году на благотворительной основе в качестве контролирующего и сертифицирующего органа. Присуждает сертификаты и дипломы в области техники безопасности и охраны труда. NEBOSH собственно не занимается проведением курсов, однако контролирует проведение экзаменов и аккредитует другие образовательные центры на проведение своих дипломных и сертификационных курсов. Курсы NEBOSH имеют международное признание, и кроме Великобритании также обучение и экзамены проходят более чем в 65 странах мира, в том числе некоторых странах СНГ (Россия, Казахстан, Азербайджан и др.).

## Официальный адрес
Dominus Way,
Meridian Business Park,
Leicester
LE19 1QW
UK

## История
NEBOSH был основан в 1979 году как Национальный экзаменационный совет по безопасности, но был вскоре переименован в Национальный экзаменационный совет по охране труда Великобритании.
. Первые экзамены при поддержке NEBOSH прошли в 1980 году для модулей, ведущих к простому и высокому уровню Сертификата.. Квалификации позже были расширены, появился дипломный уровень. В 1992 году NEBOSH был преобразован в товарищество и зарегистрирован как благотворительная организация: в 1999 году NEBOSH переехал по адресу, где он находится поныне. В 2000 году NEBOSH был аккредитован QCA В 2006 году был присужден стотысячный сертификат.
Часть программ NEBOSH доступна на русском языке.